# 京都外国語大学の人物一覧
京都外国語大学の人物一覧（きょうとがいこくごだいがくのじんぶついちらん）は、京都外国語大学に関係する人物の一覧記事。

## 卒業生

### 文化・芸能
- 山本邦山 - 都山流尺八演奏家、作曲家、元東京芸術大学教授、人間国宝
- 木村奈保子 - 映画評論家
- 小泉エリ - マジシャン
- 高木正勝 - ミュージシャン、映像作家
- 八木啓代 - ラテンシンガー
- 高橋功 - シンガーソングライター
- 君沢ユウキ - タレント、俳優
- 松浦新 - 俳優、中国武術（武術太極拳）元日本チャンピオン、世界3位
- 榊原徹士 - 俳優、新選組リアン、中退
- 佐藤弘樹 - ラジオパーソナリティ
- 池田史嗣 - 松竹映画プロデューサー

### 研究者・学者
- 加藤幸治 - 民俗学、武蔵野美術大学教授
- 住田育法 - 地域研究、京都外国語大学教授
- 牛島万 - 国際関係史、京都外国語大学准教授
- 田守育啓 - 言語学、兵庫県立大学名誉教授
- 松岡和美 - 言語学、慶應義塾大学教授

### 文学
- 赤染晶子 - 小説家
- 咲乃月音 - 小説家

### マスコミ
- 谷口英明 - サンテレビアナウンサー
- 長嶋賢一朗 - 元・朝日放送アナウンサー
- 大谷昌子 - フリーアナウンサー

### その他
- 田中英之 - 衆議院議員、自由民主党、文部科学副大臣
- 堀井敬太 - 北海道伊達市長
- 金崎浩之 - 元暴走族の弁護士
- 松木薫 - 北朝鮮による拉致被害者
- 平田進也 - 日本旅行西日本営業部販売部マネージャー、「カリスマ添乗員」
- 田中雅彦 - バドミントン選手